# B-67 (Nuuk)
El Boldklubben 1967 Nuuk conocido simplemente como B-67 Nuuk, es un club de fútbol polideportivo de Groenlandia (Dinamarca) con sede en Nuuk y fundado en el año 1967. Compiten en el fútbol, bádminton y balonmano. El equipo de fútbol es el que más títulos de liga tiene con 16.

## Palmarés
- Campeonato de fútbol de Groenlandia: 16

1993, 1994, 1996, 1999, 2005, 2008, 2010, 2012, 2013, 2014, 2015, 2016, 2018, 2023, 2024, 2025